# 耶魯大學天文台
耶魯大學天文台（Yale University Observatory）是美國耶魯大學擁有和經營的天文台，供學生使用。耶魯大學天文台位於康乃狄克州紐黑文愛德華茲街和展望街拐角附近的法納姆紀念花園。
耶魯大學天文台的歷史可以追溯到1830年代，是美國最早的正式天文觀測機構之一。

## 歷史
1828年，謝爾登·克拉克（Sheldon Clark）向耶魯大學捐贈1200美元，用於購買一台多倫德折射望遠鏡。
耶魯大學的第一座天文台—雅典娜天文台建於1830年，位於一座塔內。從1830年起，雅典娜天文台收藏了耶魯大學的第一台折射望遠鏡，這是一台由謝爾登·克拉克 (Sheldon Clark) 捐贈的5英寸（130 毫米）望遠鏡，是當時美國最大的望遠鏡。 
1835年8月31日，伊萊亞斯·羅密士和埃利亞斯·盧米斯（Elias Loomis）利用這架望遠鏡首次在美國人面前觀測到了哈雷彗星回歸。（8月6日，哈雷彗星曾在歐洲出現，但美國尚未收到相關消息。）望遠鏡安裝在腳輪上，可以從一個窗口移動到另一個窗口，但無法觀察地平線30度以上的天體。